# تعسير
التعسير لغةً:
من العُسْر نقيض اليُسْر. والعُسْرة والإعسار: قِلَّة ذات اليَد، وأصل هذه المادة يدلُّ على صُعوبةٍ وشِدَّة. عسِر الرجل: قلَّ سماحه في الأمور وعسَرتُ الغريم أعسُره طلبت منه الدين على عُسره.
واصطلاحًا: أن يشدِّد الإنسان على نفسه أو غيره في أمر الدِّين بالزِّيادة على المشروع، أو في أمر الدُّنيا بترك الأَيْسَر ما لم يكن إثمًا 

## النهي عنه في القرآن
قال تعالى (في سورة البقرة): ﴿وَإِنْ كَانَ ذُو عُسْرَةٍ فَنَظِرَةٌ إِلَى مَيْسَرَةٍ وَأَنْ تَصَدَّقُوا خَيْرٌ لَكُمْ إِنْ كُنْتُمْ تَعْلَمُونَ ۝٢٨٠﴾ [البقرة:280].
قال ابن كثير: ( يأمر تعالى بالصَّبر على المعسر الذي لا يجد وفاءً، فقال: ((وَإِن كَانَ ذُو عُسْرَةٍ فَنَظِرَةٌ إِلَى مَيْسَرَةٍ)). أي: لا كما كان أهل الجاهليَّة يقول أحدهم لمدِينه إذا حلَّ عليه الدَّين: إمَّا أن تقضي وإمَّا أن تُرْبِي. ثمَّ يندب إلى الوضع عنه، ويَعِدُ على ذلك الخير والثَّواب الجزيل، فقال: ((وَأَن تَصَدَّقُواْ خَيْرٌ لَّكُمْ إِن كُنتُمْ تَعْلَمُونَ)) . أي: وأن تتركوا رأس المال بالكليِّة وتضعوه عن المدِين).
قال سبحانه (في سورة الطلاق): ﴿أَسْكِنُوهُنَّ مِنْ حَيْثُ سَكَنْتُمْ مِنْ وُجْدِكُمْ وَلَا تُضَارُّوهُنَّ لِتُضَيِّقُوا عَلَيْهِنَّ وَإِنْ كُنَّ أُولَاتِ حَمْلٍ فَأَنْفِقُوا عَلَيْهِنَّ حَتَّى يَضَعْنَ حَمْلَهُنَّ فَإِنْ أَرْضَعْنَ لَكُمْ فَآتُوهُنَّ أُجُورَهُنَّ وَأْتَمِرُوا بَيْنَكُمْ بِمَعْرُوفٍ وَإِنْ تَعَاسَرْتُمْ فَسَتُرْضِعُ لَهُ أُخْرَى ۝٦﴾ [الطلاق:6]
(تضمنت هذه الآية معاتبة للأمِّ على المعَاسَرة، كما تقول -لمن تستقضيه حاجةً فيتوانى-: سيقضيها، غيرك تريد أن تبقى غير مقضيَّة فأنت مَلُومٌ.
قال سعدي المفتي: ولا يخلو عن معاتبة الأب -أيضًا-؛ حيث أسقط في الجواب عن حيِّز شرف الخطاب مع الإشارة إلى أنَّه إن ضُويِقَت الأمُّ في الأجر، فامتنعت مِن الإرضاع لذلك، فلا بدَّ مِن إرضاع امرأة أخرى، وهي -أيضًا- تطلب الأجر في الأغلب الأكثر، والأُمُّ أشفق وأحنُّ، فهي به أولى، وبما ذكرنا يظهر كمال الارتباط بين الشَّرط والجزاء)

## النهي عنه في السنة
قال العيني: (فيه مراعاة التَّيسير على الجاهل، والتَّألف للقلوب).
وأولى الناس بالتيسير الداعية إلى الله؛ اقتداء برسول الله ﷺ، وكذلك المفتي عليه أن يراعي التيسير ورفع الحرج عن الناس.
يقول ابن العربي: (إذا جاء السَّائل عن مسألة، فوجدتم له مَخْلَصًا فيها، فلا تسألوه عن شيء، وإن لم تجدوا له مَخْلصًا فحينئذ اسألوه عن تصرُّف أحواله وأقواله ونيَّته، عسى أن يكون له مَخْلصًا).
وقال ابن القيم: (نهى النَّبيُّ ﷺ عن التَّشديد في الدِّين، وذلك بالزِّيادة على المشروع، وأخبر أنَّ تشديد العبد على نفسه هو السَّبب لتشديد الله عليه، إمَّا بالقَدَر، وإمَّا بالشَّرع، فالتَّشديد بالشَّرع: كما يشدِّد على نفسه بالنَّذر الثَّقيل، فيلزمه الوفاء به، وبالقَدَر: كفعل أهل الوسواس؛ فإنَّهم شدَّدوا على أنفسهم، فشدَّد عليهم القَدَر، حتى استحكم ذلك، وصار صفة لازمة لهم)
قال النووي: (والتَّجاوز والتَّجوُّز معناهما المسَامَحة في الاقتضاء والاستيفاء، وقبول ما فيه نقص يسير، كما قال: وأتجوَّز في السِّكة. وفي هذه الأحاديث فضل إنظار المعْسِر والوضع عنه، إمَّا كلَّ الدَّين، وإمَّا بعضه مِن كثيرٍ أو قليلٍ، وفضل المسَامَحة في الاقتضاء وفي الاستيفاء، سواء استوفى مِن مُوسِر أو مُعْسِر، وفضل الوضع مِن الدَّين، وأنَّه لا يحتقر شيء مِن أفعال الخير، فلعلَّه سبب السَّعادة والرَّحمة. وفيه جواز توكيل العبيد، والإذن لهم في التَّصرُّف).

## أقوال العلماء في التعسير
- وذكر أن عمر بن عبد العزيز قال: (من لم يكن له إلَّا مَسْكن فهو والله مُعْسِر ممن أمر الله بإنظاره).[15]
- قال عبد الملك بن عبد العزيز لأبيه -وقد دخل في القائلة-:

(يا أبت، على ما تقيل وقد تداركت عليك المظالم لعلَّ الموت يدركك في منامك وأنت لم تقضِ دأب نفسك ممَّا ورد عليك ،  قال: فشدَّد عليه، قال: فلمَّا كان اليوم الثَّاني فعل به مثل ذلك قال عمر: يا بنيَّ، إنَّ نفسي مطيَّتي وإن لم أرفق بها لم تبلِّغني يا بنيَّ، لو شاء الله تعالى أن ينزِّل القرآن جملةً واحدةً لفعل، نزَّل الآية بعد الآية حتى إبطاء ذلك في قلوبهم، يا بنيَّ، إنِّي لم أجد الحَقْحَقة أي:شدة السير  تردُّ إلى خيرٍ).
- عن الحسن البصري قال: (إنَّ هذا الدِّين دينٌ واصب، وإنَّه مَن لا يصبر عليه يدعه، وإنَّ الحقَّ ثقيل، وإنَّ الإنسان ضعيف، وكان يقال: ليأخذ أحدكم مِن العمل ما يطيق، فإنَّه لا يدري ما قَدْرُ أجله، وإنَّ العبد إذا ركب بنفسه العنف، وكلَّف نفسه ما لا يطيق، أوشك أن يسيب ذلك كلَّه، حتى لعلَّه لا يقيم الفريضة، وإذا ركب بنفسه التَّيسير والتَّخفيف، وكلَّف نفسه ما تطيق كان أكيس أو قال: كان أكثر العاملين، وأمنعها مِن هذا العدو وكان يقال: شرُّ السَّير الحَقْحَقة).[17]
- قال العيني :(التشديد هو تحمل المشقة الزائدة في العبادة وذلك لمخافة الفتور والإملال ولئلا ينقطع المرء عنها فيكون كأنه رجع فيما بذله من نفسه وتطوع به) .[6]

## نماذج وصور من التعسير
- التَّعْسِير على المدِين عند تأخُّره عن قضاء الدَّين -لعدم مقدرته- وعدم إنظاره.
- التَّعْسِير على مَن أراد النِّكاح بالمغالاة في مهور النِّكاح، بل واشتراط بعض الشُّروط الخارجة عن المهر: كحجز قاعة لإقامة العرس، وغيره ممَّا يدفع الشَّباب للعزوف عن النِّكاح.
- التَّعْسِير في النَّفقة، وهي تضييق الرَّجل على أهله في النفقة.
- تَعْسِير ولاة الأمور على الرَّعية: بعدم تلبية حاجاتهم، أو وضع العوائق الكثيرة للحصول على تلك الحاجيات.
- تَعْسِير المرء على نفسه: فربما يترك الأخذ بالرخصة.[18]

## الفرق بين طلب الكمال في العبادة و التنطع فيها
قال ابن المنِير:رأى النَّاس قبلنا أنَّ كلَّ متنطِّعٍ في الدين ينقطع، وليس المراد منع طلب الأكمل في العبادة، فإنَّه مِن الأمور المحمودة، بل منع الإفراط المؤدِّي إلى الملَال أو المبالغة في التَّطوع المفضي إلى ترك الأفضل أو إخراج الفرض عن وقته، كمن بات يصلِّي اللَّيل كلَّه، ويُغَالِب النَّوم إلى أن غلبته عيناه في آخر اللَّيل، فنام عن صلاة الصُّبح في الجماعة أو إلى أن طلعت الشَّمس فخرج وقت الفريضة.